# Pelourinho de Chavães

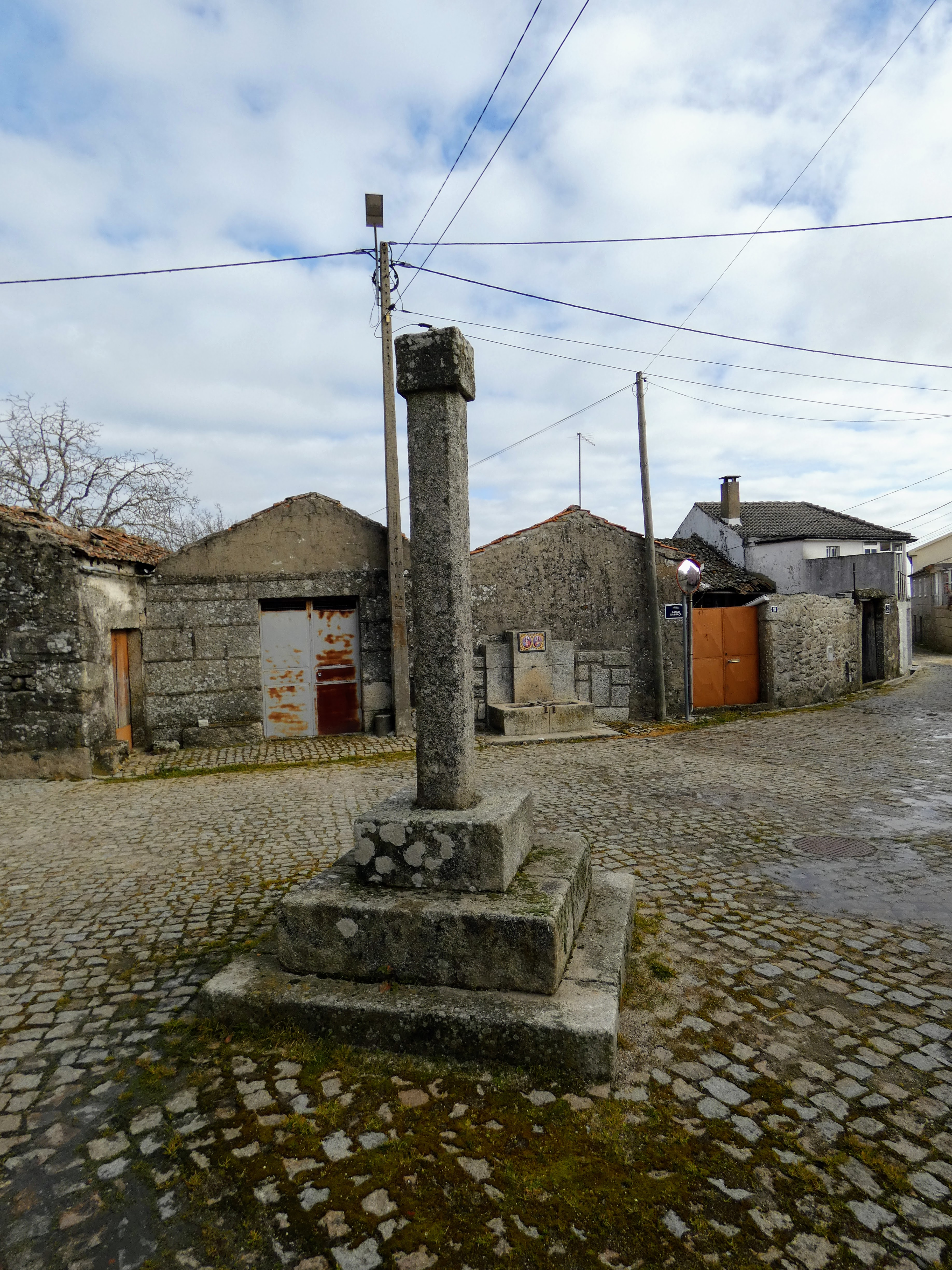
Pelourinho de Chavães

O Pelourinho de Chavães localiza-se no Largo da Praça em Chavães, município de Tabuaço, distrito de Viseu, Portugal.
É datado de 1698, o que significa que, em outros tempos, Chavães teve foros de vila.
Está classificado como Imóvel de Interesse Público desde 1933.